# Cal Lèrem
Cal Lèrem és una obra de Sant Joan Despí (Baix Llobregat) inclosa a l'Inventari del Patrimoni Arquitectònic de Catalunya.

## Descripció
Edifici de planta rectangular.
A la façana principal s'hi pot veure la forma originària del mas: de tres cossos, el central més elevat i amb l'accés principal. Posteriorment els cossos laterals van ser reomplerts i quedaren tots tres al mateix nivell. Es va aprofitar per fer-hi dos habitacions més amb petites obertures rectangulars. Transformada la seva tipologia originària conserva, però, el rellotge de sol, amb data de 1673. La resta d'obertures també són rectangulars. La part inferior, l'entrada, ha estat modificada.
Està envoltada per un pati amb cerca d'obra i reixa de ferro.
Les terres de conreu queden a l'esquerra de la casa.